# Потерянный мастер клинка
«Потерянный мастер клинка» (кит. упр. 关云长, пиньинь Guān Yúncháng, англ. The Lost Bladesman) — фильм 2011 года, реж. Алан Мак и Феликс Чун.

## Сюжет
Фильм снят по мотивам древнекитайского эпоса о событиях III века «Троецарствие». История раскрывает биографию главного героя фильма — полководца Гуань Юя — побратима Лю Бэя, которого пытается перетянуть на свою сторону соперник Лю Бэя — полководец Цао Цао. И хотя Гуань Юй некоторое время служит у Цао Цао, но всё-же он остаётся верен благородному Лю Бэю, и в итоге всё равно хитрый и коварный Цао Цао с горечью и сожалением понимая, что это начало его конца, теряет великого мастера клинка Гуань Юя.

## В ролях
- Донни Йен — Гуань Юй
- Цзян Вэнь — Цао Цао
- Алекс Фун — Лю Бэй
- Шао Бин — Чжан Ляо
- Сунь Ли — Ци Лань
- Энди Он — Генерал Кун Сю
- Эдисон Ван  — Император Лю Се
- Чэнь Хун — Госпожа Гань